# BestShop TV
BestShop TV (estilizado como BestShopTV.com) foi um programa de televisão exibido pela TV Gazeta. Estreou em 11 de dezembro de 2006, com o objetivo de ampliar sua grade de programação. Teve como apresentadores Viviane Romanelli, Cláudia Pacheco, Thiago Oliveira, Fernando Fernandez, Carol Minhoto, Regiane Tápias e Pâmela Domingues.

## História
O programa apresentava as ofertas de uma loja virtual que vendia eletroeletrônicos, eletrodomésticos e outros produtos variados. Os produtos anunciados no programa eram vendidos por telefone e pela internet, e as ofertas também eram apresentadas em merchadisings dos programas femininos e de variedades da emissora (Pra Você, Mulheres, TV Culinária e Todo Seu). O programa saiu do ar em 2010, mesmo ano em que a operação de comércio eletrônico foi desativada. Vários de seus apresentadores foram realocados para outros programas da TV Gazeta. O formato era similar ao utilizado pelo canal de vendas Shoptime.

## Apresentadores
- Viviane Romanelli
- Cláudia Pacheco
- Thiago Oliveira
- Fernando Fernandez
- Carol Minhoto
- Regiane Tápias
- Pâmela Domingues

## Quadros

### Best Kitchen
- Panificadora Nosso Pão
- Panificadora Mondial
- Grill Grelha Fácil
- Panela Elétrica Best Chef Tv
- Panela de Arroz Best Chef
- Grill Pan
- Maquina de Café e Cappuccino Mondial

### Best Beauty
- Aparador de pêlos feminino
- Balança com medidor de taxa de gordura
- Prancha Duall Bivolt Taiff
- Escova Modeladora
- Modelador de Cachos
- Hidromassageador para os pés
- Esteira Massageadora
- Massageador de costas
- Monitor de Pressão

### Best Click
- Celular com TV HD
- Aspirador de Carro
- Bolsa Estanque DartBeg para celular e cameras
- DVDs
- Telefone com Ramal
- Cameras digitais
- iPod Nano
- Notebook (Computadores pessoais - PC)
- Computadores de mesa